# عرب إيران

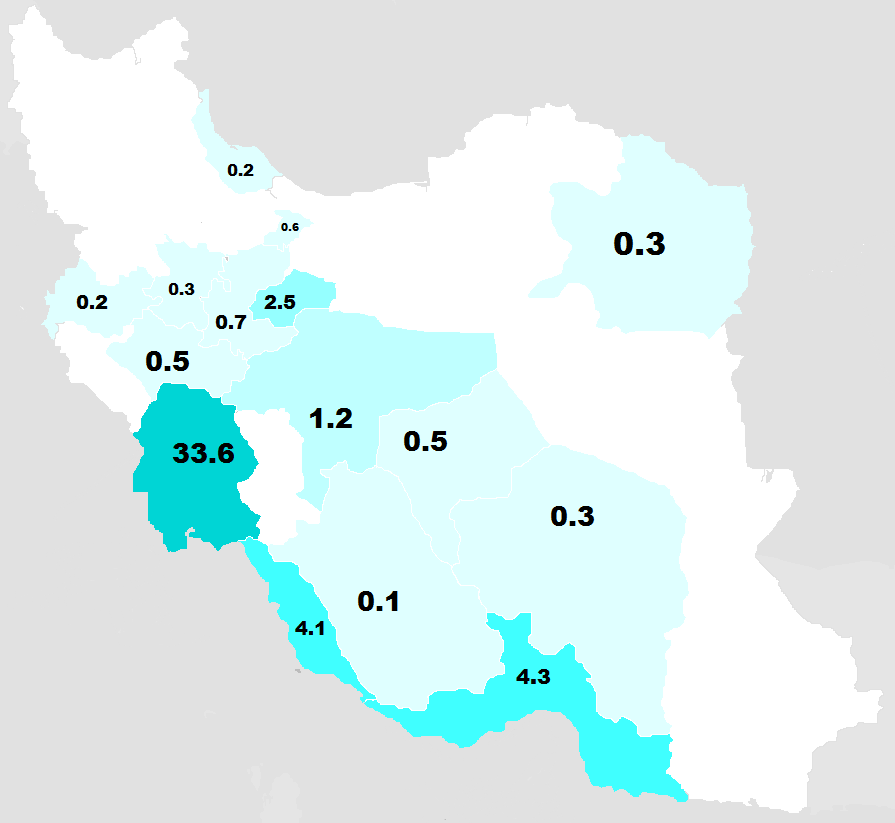
خريطة المحافظات التي يسكنها العرب في إيران، وفقًا لاستطلاع عام 2010، فأغلبهم من محافظات الجنوبية والجنوبية الغربية لإيران.

عرب الساحل الشرقي والشمالي للخليج العربي ويُطلق عليهم رسميًا عرب إيران هم العرب الذين يتواجدون اليوم ضمن الخارطة السياسية الإيرانية، ويشكلون فئة سكانية تتراوح حسب الإحصاءات الرسمية الحكومية الإيرانية ما بين 2% إلى 2,75% من السكان في إيران. ويتركّز معظم العرب في المحافظات الجنوبية لإيران، وهي مناطق الساحل الشرقي والشمالي للخليج العربي، التي تعد مناطق تواجدهم التاريخية، والتي تُسمى اليوم خوزستان وبوشهر وهرمزغان، بالإضافة لأعداد قليلة في محافظة خراسان بالقرب من الحدود مع أفغانستان، وفي مناطق أخرى في العمق الفارسي، وهؤلاء يُعرفون باسم عرب فارس.
ويواجه عرب إيران منذ عقود سياسات تفريس ممنهجة تستهدف طمس هويتهم اللغوية والثقافية، من خلال منع تدريس اللغة العربية في المدارس، وتغيير أسماء المدن والقرى، وتهميشهم في الفضاء العام والإعلام الرسمي، وهو ما وثّقته تقارير دولية كـمنظمة العفو الدولية وهيومن رايتس ووتش.

## المجموعات

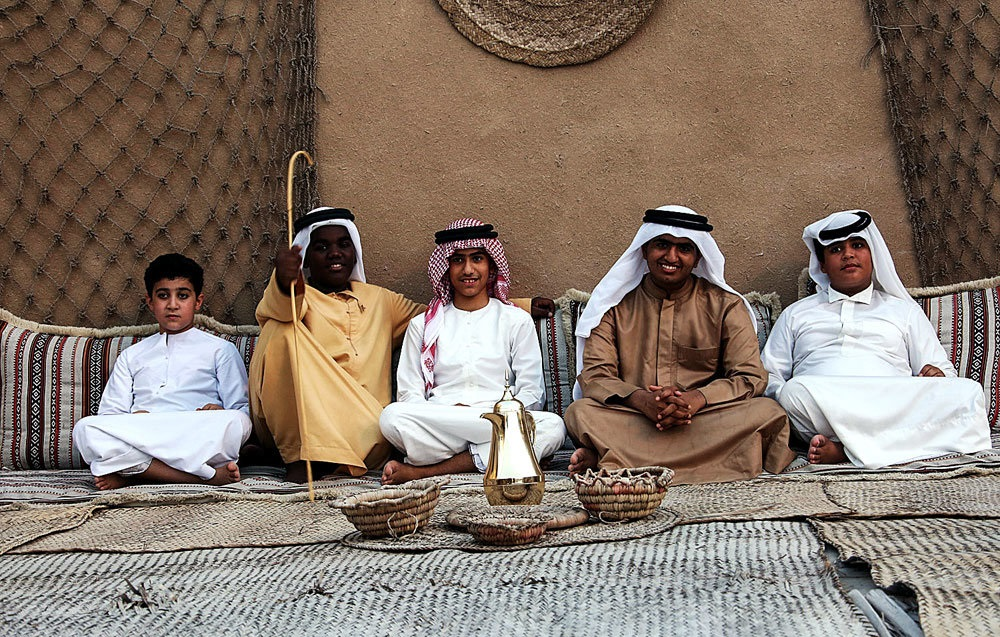
مجموعة من العرب الإيرانيين في أمسية، جزيرة كيش.

ينقسم عرب إيران إلى 7 مجموعات منفصلة جغرافياً:
- عرب فارس: وهم عرب يتحدثون اللغة الفارسية لكنهم من أصول عربية ويعيشون في المدن الواقعة بالعمق الإيراني مثل نيسابور وحدود أفغانستان.
- عرب عربستان أو الأهواز: من ناحية التقاليد والثقافة واللهجة والأصول هم عرب ويتحدثون اللهجة الأهوازية والعراقية أغلبهم علی المذهب الشيعي لكن جماعات کثیرة منهم بدأت بالتحول الی المذهب السني بسبب انتشار الوعي الإسلامي في السنوات الأخيرة مما أدى إلى اعتقالات واسعة في صفوف العرب الأهواز بحسب منظمات العالمية لحقوق الإنسان[4] يتواجد أقلية مذهبية من المندائيين الصابئة أيضا في منطقة الأهواز (عربستان)، علاقة عرب الأهواز بالحكومة الإيرانية سيئة بسبب السياسات العنصرية التي اتخذت ضدهم بعد ضم إمارة المحمرة بالقوة العسكرية في عام 1925م.[5]
- عرب الساحل الشرقي للخليج وعرب الجزر: هم خليجيين الأصل والثقافة واللهجة والتقاليد ينتمون لنفس قبائل الإمارات العربية المتحدة وعمان والبحرين والكويت وعلى المذهب السني وعلاقتهم بالحكومة الإيرانية جيدة، ولا يوجد اتصال تاريخي بين عرب الساحل الشرقي للخليج وعرب الأهواز، ويرفض عرب الساحل الشرقي والجزر أن تطلق عليهم تسمية أهوازيين.
- عرب منطقة بوشهر: هم عرب من أصول خليجية على المذهب السني أصلهم من البحرين والكويت ويرفضون أن تطلق عليهم تسمية أهوازيين.
- البحارنة (البحرانيين): وهم العرب المهاجرون من إقليم البحرين التاريخي شرق الجزيرة العربية وهاجروا إلى إيران في عصور مختلفة من العهد الصفوي إلى النصف الأول من القرن العشرين ويعيش بعضهم في المدن الساحلية مثل بندر لنجة وبوشهر ومدينة دير وغيرها وهؤلاء لا زالوا يتحدثون باللهجة البحرانية ويقطن قسم كبير منهم إقليم الساحل الشرقي وهؤلاء خالطوا وصاهروا عرب الساحل واندمجوا معهم وصاروا جزءا منهم وقسم منهم هاجر إلى المدن الإيرانية الداخلية مثل شيراز وأصفهان وقم وطهران واندمجوا في مجتمعات تلك المدن مع احتفاظهم بألقاب عوائلهم أو التسمية بلقب البحراني الذي يثبت تحدرهم من البحرين، يعتنق جميع البحرانيون المذهب السني.
- أهوازي: هم أعاجم شيعة مستعربون يقطنون في الأهواز (عربستان) ويعتبرون أنفسهم أحفاد العيلاميين السكان الأصليين للأهواز ولهم ملامحهم الشكلية الخاصة بهم التي تختلف عن العرب والفرس.
- الكنادرة: أعاجم سنة مستعربون وكان يطلق على مجموعات منهم تسمية الهولة ويقطنون بستك والأهواز ومدن الهضبة الإيرانية ومناطق الفرس السنة في محافظة هرمزغان، وهولاء المستعربون يغلب عليهم الأصل الفارسي.

واسم بعض المدن التي يعيش فيها عرب فارس: خنج، سده، بيغرد، فيشور، عوض (أوز)، محلجة، گلار، هود، كوره، كلات، هيرم، كاريان، كهنه، شهرفويه، بنارويه، جويم، لطيفي، لار، دنگز، گراش، كورده، كرمستج، خورلار، براك، هرمود، صحراي باغ، بستك، جناع، أهل، اشكنان، گوبندي، هرنگ، كنچي، لاور شيخ، عمادده، كنخ، فلامرزان، بندر عباس وإلخ.

## كتب
- العرب في إيران: دراسة شاملة للمكون العربي في ماضيه وحاضره، ومؤلفه: عائض محمد آل ربيع:

اشتمل الكتاب، ذي ال376 صفحة، على ذِكْر واقع العرب في إيران، سواءٌ مواطنهم وأعرافهم وحياتهم الاجتماعية واللغوية وما طرأ عليهم، وذُكِرتْ محافظتا بوشهر وهرمزجان، كما ذُكِرتْ أبرز عشائرهم في هاتين المحافظتين، وتضمن الكتاب تقييمًا لدرجة تعلّق عرب إيران بهويتهم وتمسكهم بها، سواءٌ العرب الذين اندمجوا بالمجتمع الإيراني والعرب الذين ما زالوا متميزين بظاهرهم العربي.